# ستيف غولدمان
ستيف غولدمان (بالإنجليزية: Steve Goldman)‏ هو مدير فني أمريكي، ولد في 8 فبراير 1945 في بروكلين في الولايات المتحدة.